# Pehr Roos
Pehr (Peter) Jönsson Roos, född 22 februari 1850 i Everöds socken, Skåne, död 1 oktober 1919 i Cambridge, Massachusetts, USA, var en svensk-amerikansk konstpedagog, målare och tecknare.
Han var son till husmannen Jöns Svensson och Anna Olsdotter och från 1880 gift med Ella Frances Lears. Roos utbildade sig först till skomakare innan han blev lärling hos en dekorationsmålare i Kristianstad. Han utvandrade till Amerika hösten 1871 och fick omedelbart jobb som dekorationsmålare i Boston. Vid sidan av sitt arbete studerade han konst vid Massachusetts Normal Art School i Boston där han utexaminerades 1874. Han fortsatte därefter sina studier vid Boston Museum School of Fine Arts. Han startade den egna konstskolan The Boston Art Academy 1875 och var under något år även föreståndare för The School of Art vid University of Illinois i Urbana där han senare var anställd som lärare 1880–1889. Från 1896 var han inspektör för teckningsundervisningen i staden Cambridge folkskolor. Hans konst består av porträtt och landskapsmålningar.  